# Seliștiuța
Seliștiuța – wieś w Rumunii, w okręgu Mehedinți, w gminie Bâcleș. W 2011 roku liczyła 179 mieszkańców.